# فاني روبيو
فاني روبيو (بالإسبانية: Fanny Rubio)‏ هي ناقدة أدبية وكاتِبة وباحثة إسبانية، ولدت في 18 أكتوبر 1949 في ليناريس في إسبانيا.

## وصلات خارجية
- الموقع الرسمي